# Макурија
Макурија (старонубијски: ⲇⲱⲧⲁⲩⲟ, Дотаво; грчки: Μακουρια, романизовано: Makouria; арапски: المقرة, романизовано: ал-Мукурра) је било средњовековно нубијско краљевство на територији данашњег јужног Египта и Судана. Његов главни град био je град Донгола (старонубијски: Туџул) у плодном подручју Донгола, а краљевство је у неким изворима познато и по имену самог главног града.
Ова краљевина је настала након пропасти Краљевине Куш у 4. веку, првобитно је обухватала долину Нила од 3. катаракта до одручја, негде јужно од Абу Хамеда на острву Мограт. Главни град Донгола основан је око 500. године и убрзо потом, средином 6. века,краљевина Макурија је прешала у хришћанство. Вероватно је почетком 7. века Макурија је анектирала свог северног суседа Нобатију, који је тада делио своју границу са византијским Египтом.
Токо  651.год арапска војска извршила је инвазију на територију Макурије, али је њена инвазија одбојена,након чега је и потписан је уговор познат као Бакт како би се спречиле даље арапске инвазије у замену за данак 360 робова сваке године што је трајаоло до 13. века. Период од 9. до 11. века представљао је врхунац културног развоја Макурије: жива грађевинска активност резултирала је изградњом зграда попут престоне дворане, велике крстообразне цркве (обе у Донголи) или манастира Банганарти, уметности попут зидних слика и фино израђена и украшена грнчарија чија израда у том периоду процветала,у том периоду и нубијски језик је постао преовлађујући писани језик државе. Други писани језици били су коптски, грчки и арапски. Макурија је такође одржавала блиске династичке везе са краљевством Алодија на југу и остваривала одређени утицај у Горњем Египту и северном Кордофану.
Повећана агресивност мамелучког Египта, унутрашњи раздор, упади бедуина , вероватно куга као и промена трговачких путева довели су до пропадања државе у 13. и 14. веку. Током 1310-их и 1320-их година њоме су накратко успели  да завладају муслимански владари. Због грађанског рата 1365. године, краљевство је сведено на кршевите и неповољне крајеве, прилиоком чега хришћанска аристократија изгубила већи део својих јужних територија, укључујући ту и град Донголу. Последњи забележени краљ, вероватно настањен у Гебел Ади, живео је и валадао до периода ,који је захватио крај 15. века. Макурија је коначно нестала до периода 1560-их година, када су Османлије заузеле Доњу Нубију. Некадашње макуријске територије које су се простирале јужно од 3. катаракта, укључујући ту град Донголу, анектиран је од стране муслиманског султаната Фунџ негде почетком 16. века.